# Sex Life
Singles de Destroy Rebuild Until God Shows
Mr. Owl Ate My Metal Worm
(2010) My Swagger Has A First Name
(2011)
Pistes de D.R.U.G.S.
Mr. Owl Ate My Metal Worm
(04) Laminated E.T. Animal
(06)
Sex Life est une chanson du groupe Destroy Rebuild Until God Shows qui apparaît sur l'album D.R.U.G.S.. C'est le troisième single de l'album sortie le 18 janvier 2011. 

## Liste des pistes
| Sex Life | Sex Life         | Sex Life                        | Sex Life | Sex Life | Sex Life | Sex Life | Sex Life | Sex Life | Sex Life |
| No       | Titre            | Auteur                          | Durée    |          |          |          |          |          |          |
| -------- | ---------------- | ------------------------------- | -------- | -------- | -------- | -------- | -------- | -------- | -------- |
| 1.       | Sex Life         | Destroy Rebuild Until God Shows | 3:30     |          |          |          |          |          |          |
| 2.       | Sex Life (vidéo) | Destroy Rebuild Until God Shows | 3:30     |          |          |          |          |          |          |
| 7:00     |                  |                                 |          |          |          |          |          |          |          |